# Edifici Antares
L'edifici Antares és un gratacels residencial que es troba a la cruilla del passeig del Taulat, l'avinguda Diagonal i la rambla de Prim, al barri de Diagonal Mar de Barcelona.

## Història i descripció
És obra de l'arquitecta francesa Odile Decq.
Era propietat de la promotora Espais, però l'any 2009 la crisi immobiliaria va deixar l'edifici a mig construir. L'any 2015 va ser adquirit pel fons Shaftesbury, que en va atorgar el projecte a l'arquitecta Odile Decq per a convertir-lo en un edifici d'apartaments de luxe, inaugurat el 2022.